# Det vita guldets herre
Det vita guldets herre är en bok i fantasygenren skriven av Stephen R. Donaldson 1983 och gavs ut på svenska 1991 av bokförlaget Legenda. Ylva Spångberg översatte originalutgåvan White Gold Wielder.

## Handling
Nu seglar sällskapet vidare, Covenant, Linden, Svärds Förstan och Beckmorska, och färden blir inte enkel. Covenant  är inte sig själv, Linden lider ett helvetets kval och alla bär med sig otäcka erfarenheter från alla de platser de besökt. Men de vet alla vad som måste göras; de måste tillbaka till Landet och söka upp Furst Nid. De måste finna honom och sätta stopp för den vanhelgelse som han utsätter Landet och dess invånare för.

Färden går framåt, men helt plötslig så omgärdas de av packis. Från en varm sommarbris och en perfekt seglats till kalla vintervindar och packis. Stjärnfararjuvelen står still och det ser inte ut som om den någonsin kan röra sig mer. Det är fotvandring som gäller nu. Covenant med följe ger sig iväg, men Covenant mår inte bra, vilket riskerar hela vandringen. Grottrånas näste är målet, men går det att nås?

Den slutgiltiga uppgörelsen är nära. Furst Nid finns där någonstans. Demondims yngel har ännu inte visat sitt syfte och Linden känner att hon fortfarande inte vet varför hon är här...